# Makwanpur (dystrykt)

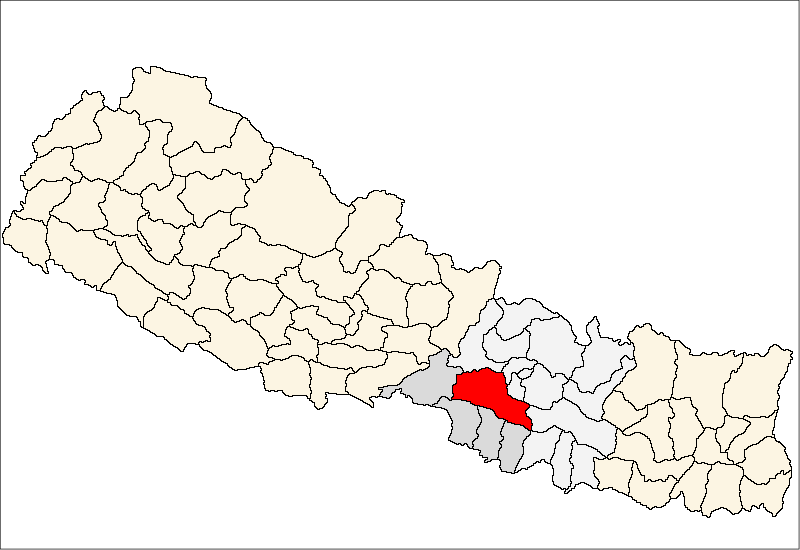
Dystrykt Makwanpur

Dystrykt Makwanpur (nep. मकवानपुर) – jeden z siedemdziesięciu pięciu dystryktów Nepalu. Leży w strefie Narajani. Dystrykt ten zajmuje powierzchnię 2426 km², w 2001 r. zamieszkiwało go 392 604 ludzi. Stolicą jest Hetauda.